# Абрамов, Сергей Васильевич
Сергей Васильевич Абрамов (род. 29 января 1957, Арзамас, Горьковская область, РСФСР, СССР) — российский политический и государственный деятель, председатель Магаданской областной Думы (с сентября 2015), мэр города Магадан (с февраля 2013 по сентябрь 2015 года).

## Биография
Сергей Абрамов родился в городе Арзамасе 29 января 1957 года.
Имеет два высших образования, окончив Арзамасский государственный педагогический институт им. А.П. Гайдара в 1982 году, получил квалификацию «Учитель химии и биологии», и завершив обучение в 1996 году в  Российской академии государственной службы при Президенте Российской Федерации, получил квалификацию "экономист-менеджер".
В 1974 году трудоустроился на первое своё рабочее место слесарем Арзамасского приборостроительного завода имени 50-летия СССР. В 1975 году был призван на службу в ряды Советской Армии, был уволен в запас в 1977 году.
С 1977 по 1982 годы обучался на очном отделении в Арзамасском государственном педагогическом институте им. А.П. Гайдара, получил квалификацию "учитель химии и биологии".
В 1982 году трудоустроился учителем химии и биологии в среднею школу № 17 города Магадана, позже назначен на должность заместителя директора по учебно-воспитательной работе средней школы № 17 город Магадана.
С 1988 по 1991 годы работал в должности директора средней школы № 27 города Магадана. 
С 1991 по 1994 годы трудился в должности заместителя председателя Магаданского городского Совета народных депутатов.
В январе 1994 года был назначен председателем Фонда имущества города Магадана. В этом же месяце был переведён на должность управляющего делами администрации города Магадана, а в июле 1994 года назначен заместителем главы - управляющем делами администрации города Магадана.
С 1997 года по июль 2011 года работал в должности заместителя мэра города Магадана. В июле 2011 года переведён на должность первого заместителя мэра города Магадана.
3 февраля стал временно исполнять обязанности мэра города Магадана, а 11 июня 2013 года решением Магаданской городской Думой назначен на должность мэра города Магадана.
В сентябре 2015 года участвовал в выборах депутатов Магаданской областной Думы по единому округу от политической партии "Единая Россия". Одержал победу и вошёл в состав депутатов. На первом заседании, 28 сентября 2015 года, избран председателем Магаданской областной Думы, также возглавил комитет по экономическому развитию, бюджету и налогам.
С 2007 года является членом политической партии "Единая Россия", возглавляет Магаданскую региональную общественную приёмную председателя партии Д.А.Медведева.

## Награды и звания
- Медаль ордена «За заслуги перед Отечеством» II степени
- Медаль «За развитие Сибири и Дальнего Востока» (6 сентября 2024 года) — за активную законотворческую деятельность и многолетнюю добросовестную работу[4]
- Медаль «За заслуги в проведении Всероссийской переписи населения»
- Медаль «За заслуги в проведении Всероссийской сельскохозяйственной переписи 2006 года»
- Знак «За заслуги перед городом Магаданом»
- Ветеран труда Российской Федерации
- Благодарность Председателя Совета Федерации Федерального Собрания Российской Федерации
- Почётная грамота Совета Федерации Федерального Собрания Российской Федерации
- Нагрудный знак «80 лет освобождения Гомельской области от немецко-фашистских захватчиков» (Гомель, 03.07.2024)[5]